# Wisielakówka (szczyt w Gorcach)
Wisielakówka (1216 m) – mało wybitny szczyt w Gorcach, w grzbiecie odbiegającym na południowy zachód od Turbacza. Znajduje się około 850 m na południe od Turbacza, tuż po południowo-zachodniej stronie dolnego końca polany Długie Młaki.
Wisielakówka jest porośnięta lasem, dawniej jednak była znacznie bardziej bezleśna. Na jej stokach znajdowało się kilka polan. Z powodu nieopłacalności ekonomicznej zaprzestano ich wykorzystywania i w większości zarosły lasem, lub zostały zalesione. Ich pozostałościami są nieduże polany: Długie Młaki, Świderowa, Rosnakowa i niemal całkowicie zarośnięta Wisielakówka.
Wisielakówka znajduje się poza obszarem Gorczańskiego Parku Narodowego, w granicach wsi Waksmund w województwie małopolskim, w powiecie nowotarskim, w gminie Nowy Targ.
Nazwa szczytu i polany Wisielakówka pochodzi stąd, że na polanie grzebano niegdyś samobójców (wisielców, wisielaków). Przesądy nie pozwalały pochować ich na terenie wsi, by nie sprowadzili nieszczęścia. Wywożono ich na odległe od zamieszkałych obszarów granice wsi na tzw. „bosym wozie” i przykrywano gałęziami.

## Szlaki turystyczne
Kowaniec (Nowy Targ) – Dziubasówki – Wszołowa – Miejski Wierch – Bukowina Miejska – polana Bukowina – Rosnakowa – Świderowa – Długie Młaki – Turbacz. Odległość 6,3 km, suma podejść 550 m, suma zejść 50 m, czas przejścia 2 godz. 35 min, z powrotem 1 godz. 45 min.
 Łopuszna – Niżni Zarębek – Wyżni Zarębek – Bukowina Waksmundzka – polana Świderowa – Turbacz. Odległość 10,4 km, suma podejść 690 m, suma zejść 30 m, czas przejścia 3:15 h, ↓ 2:15 h.